# Індійський інститут міжнародної торговлі
Індійський інститут міжнародної торговлі (англ. Indian Institute of Foreign Trade, IIFT) — освітній та дослідницький інститут в Делі, Індія, що спеціалізується на міжнародній торговлі та бізнесі.